# Loving Hut

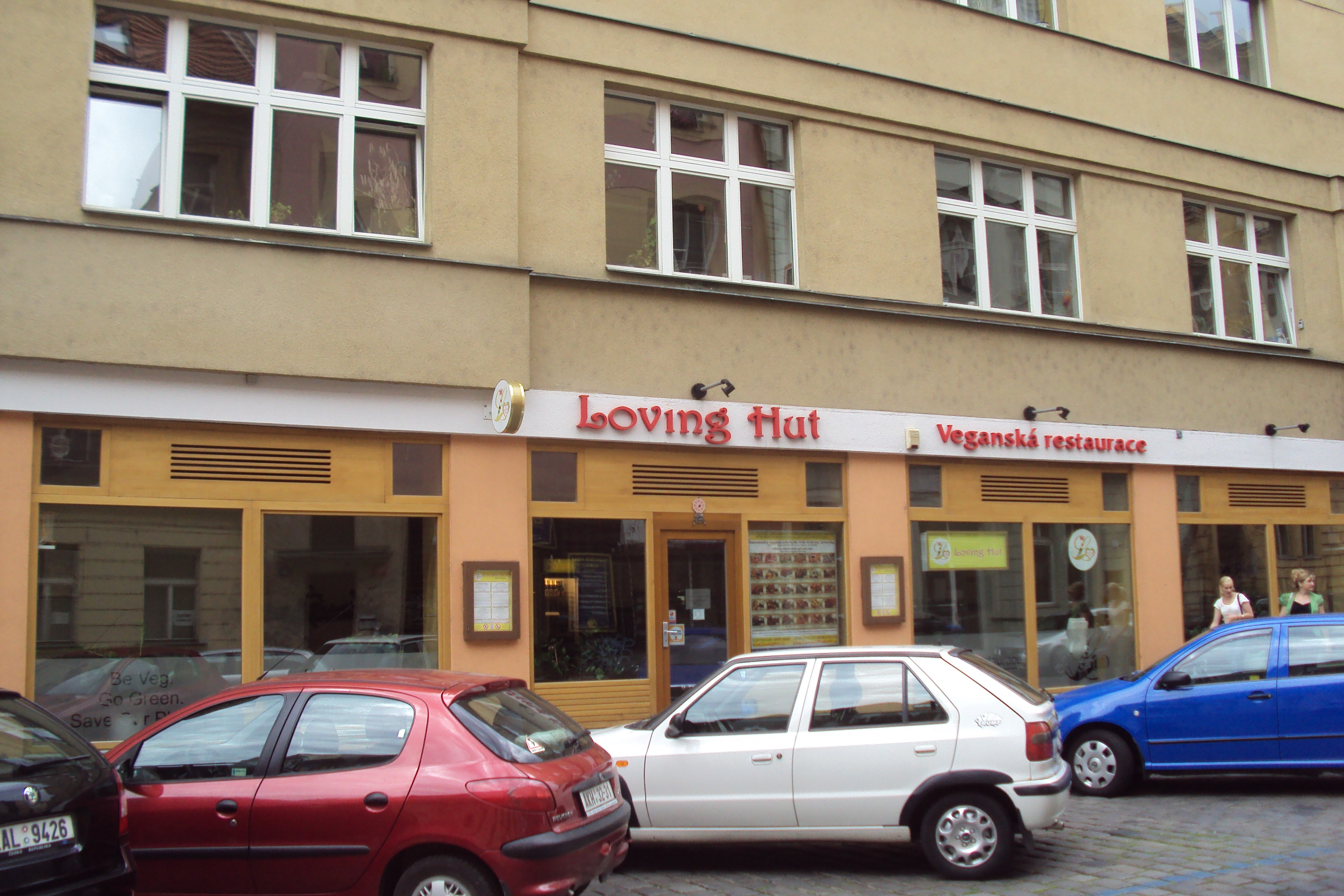
Loving Hut à Prague, Tchéquie en 2012

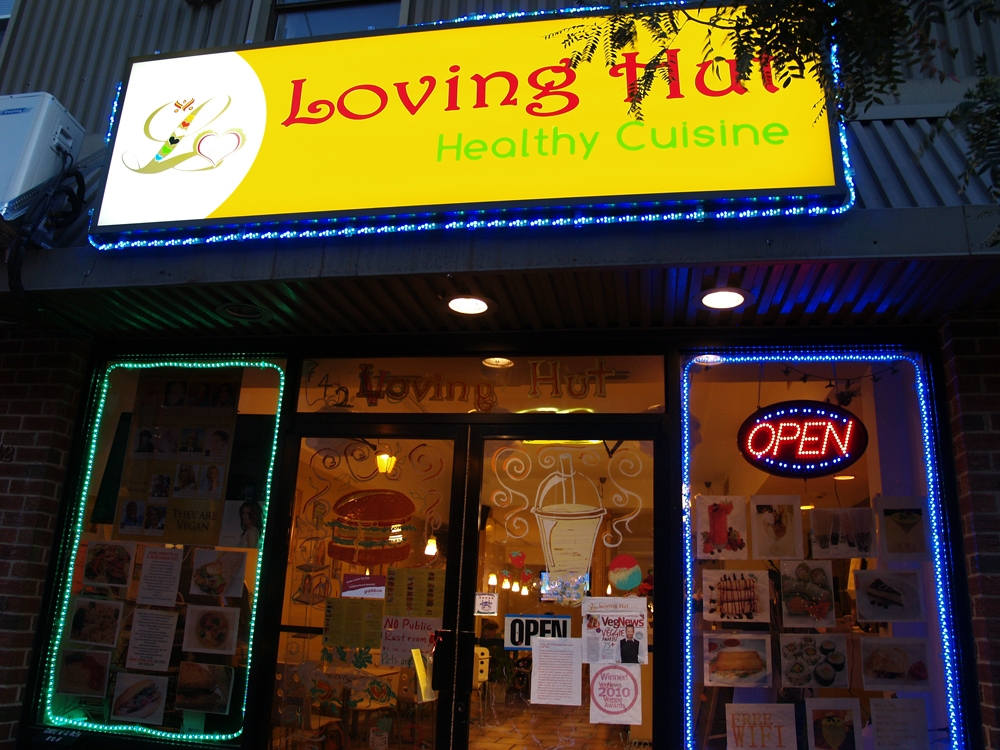
Loving Hut à Philadelphie, États-Unis

Loving Hut est une chaîne de restaurants végétaliens en Asie, Europe, Amérique et Océanie. Chaque restaurant est opéré de manière indépendante avec son propre menu. Leur slogan est "Be Vegan, Make Peace!" ("Sois végan(e), fais la paix").
Le concept de la chaine a été créé par la cheffe spirituelle Ching Hai, appelée "Supreme Master" par ses disciples,.
La plupart des restaurants télévisent "Supreme Master TV" dans leurs salles, un canal inspiré par Ching Hai qui émet "24 heures de nouvelles positives par jour",.
En 2011, le Phoenix New Times a écrit que ses détracteurs décrivent Loving Hut comme un mécanisme de recrutement pour un culte avec une leader dictatoriale qui exploite ses disciples.